# ディプロマット作戦
ディプロマット作戦(英語: Operation Diplomat)とは、第二次世界大戦中の1944年3月にイギリス東洋艦隊によって行われた軍事演習である。「diplomat」とは「外交官」、転じて、「駆け引きの上手い人」という意味。
東洋艦隊の一部は3月21日にトリンコマリーとコロンボを出航し、セイロン島から約850マイル南方沖の地点に集結した。24日、オランダ海軍の軽巡洋艦トロンプに護衛された3隻のタンカーとランデブーし、2日間海上での燃料補給訓練を行った。27日、アメリカ海軍の第58.5任務群(航空母艦サラトガ、駆逐艦ダンラップ、カニングス、ファニング)と会合した。米英連合艦隊はトリンコマリーに戻り、そこで艦隊航空隊の飛行士たちはアメリカのパイロットから必要な要領や彼らの経験を学ぶ2日間の集中講義を受けた。
これらの出来事の日付は資料によって異なる。Journal of the Royal New Zealand Navyによると、「サラトガ」との訓練は艦隊が3月31日にトリンコマリーに戻る前に行われたとされている。しかし、The Dictionary of American Fighting Shipsによると、訓練はフランス戦艦リシュリューが合流した後の4月12日に行われたとされている。更にJournal of the Royal New Zealand Navyによれば、艦隊がトリンコマリーに戻ったのは3月31日だが、the History of the HMS Ceylonのウィリアムスによれば、戻ったのは4月2日である。
東洋艦隊から参加した艦船は、
- 巡洋戦艦レナウン
- 戦艦クイーン・エリザベス、ヴァリアント
- 空母イラストリアス
- 重巡洋艦ロンドン、カンバーランド
- 軽巡洋艦ガンビア、セイロン
- 駆逐艦10隻